# Edema pulmonar de altitud
El edema pulmonar de altitud o de gran altitud (EPA o EPGA en español, HAPE en inglés por High Altitude Pulmonary Edema) es un edema pulmonar no cardiogénico que puede presentarse en sujetos expuestos a hipoxemia (disminución de oxígeno en la sangre) debida a la altura. Los síntomas pueden incluir dificultad para respirar (disnea), tos (que puede ir acompañada de secreciones espumosas y sonrosadas), respiración crepitante o "burbujeante" y dolor torácico. A veces también puede aparecer febrícula y alteración de los niveles de conciencia.
La aparición del mismo suele ser súbita y su evolución es letal a menos que se descienda a cotas más bajas inmediatamente, como mínimo entre 300 y 500 m. aunque lo ideal es tanto como sea posible, incluyendo el traslado al hospital del sujeto afectado. El EPA se considera una forma o evolución maligna del Mal Agudo de Montaña, Mal de altura o Mal de montaña.